# تین سوساید
تین سوساید (به انگلیسی: Teen Suicide) گروهٔ موسیقی ایندی راک آمریکایی مستقر در اورلاندو، فلوریدا می‌باشد.